# Cementerio Municipal de Condera

Alta eguaglianza di silenzio e sonno. Falò di Caste. Ceneri d'orgoglio. Fiori, cipressi, epigrafi di pianto (en español: Mayor igualdad de silencio y sueño. Hoguera de Castas. Cenizas de orgullo. Flores, cipreses, epígrafes de lágrimas)
De la poesía Cimitero (Cementerio) escrita por Geppo Tedeschi, placa grabada en la entrada del cementerio

El Cementerio Municipal de Condera de Regio de Calabria, se extiende sobre la colina de Condera, barrio de la parte alta de la ciudad, y se compone de dos bloques separados construidos en una época diferente. Las entradas principales dan a via Reggio Campi II tronco. Es el cementerio más grande de los veintitrés en la ciudad y, por supuesto, el más importante de la perspectiva de alojamiento históricos y arquitectónicos algunas capillas y tumbas monumentales
Además de los entierros en los campos, hay nichos, osarios, urnas, tumbas familiares y dos grandes santuarios dedicados a las víctimas del terremoto de 1908 y los caídos de todas las guerras. En la parte nueva de la estructura se ha preparado un área para el entierro de los cuerpos de la comunidad islámica.

## Historia
La construcción del cementerio monumental se remonta a 1783, cuando la ciudad sufrió las consecuencias de un catastrófico terremoto que arrasó, y fue construido en un lugar tan lejos de la ciudad. Los muertos fueron enterrados primero que había más de dos mil de las víctimas más numerosas del terremoto causado, al que posteriormente se sumaron a los resultantes del terremoto de 1908, la mayoría de los cuales se mantienen en un gran santuario. Además ampliado con los años, para abarcar todos los territorios adyacentes a la misma, la parte antigua cubre una superficie total de aproximadamente 78.000 m² y conserva monumentos de la mano de obra fina, colocadas en las tumbas y capillas de estilo Art Nouveau, gótico y neoclásico familias importantes de Reggio de Calabria. En los años 90 del siglo pasado, ha comenzado su ampliación y la construcción de un espacio nuevo cementerio en el lado opuesto de la calle Reggio Campi, separada del cementerio viejo con un aspecto moderno y con una entrada independiente.

## Personalidades enterradas
En el cementerio de Condera están enterrados muchos personajes prominentes a nivel local y nacional entre ellos podemos recordar:
- Biagio Camagna, abogado, político y publicista italiano;
- Pietro De Nava, ingeniero de familia noble que ha redactado el plan de reconstrucción de la ciudad después del terremoto de 1908;
- Italo Falcomatà, profesor de universidad, escritor, historiador y alcalde de la ciudad;
- Domenico Genoese Zerbi, ingeniero y arquitecto de familia noble de la reconstrucción de la ciudad después del terremoto de 1908
- Pietro Larizza, médico e historiador;[4]
- Demetrio Mauro, empresario del café;
- Enzo Misefari, historiador y sindicalista;
- Ottavio Misefari, futbolista y entrenador de la Reggina;
- Teniente Antonio Panella, oficial del ejército en el 94º Reggimento fanteria "Messina" murió en combate durante la Primera Guerra Mundial y medalla de oro por su valentía;
- Agostino Plutino, Senador del Reino de Italia en la legislatura XV;
- Diego Vitrioli, poeta y académico del latín.

## Galería de Fotos

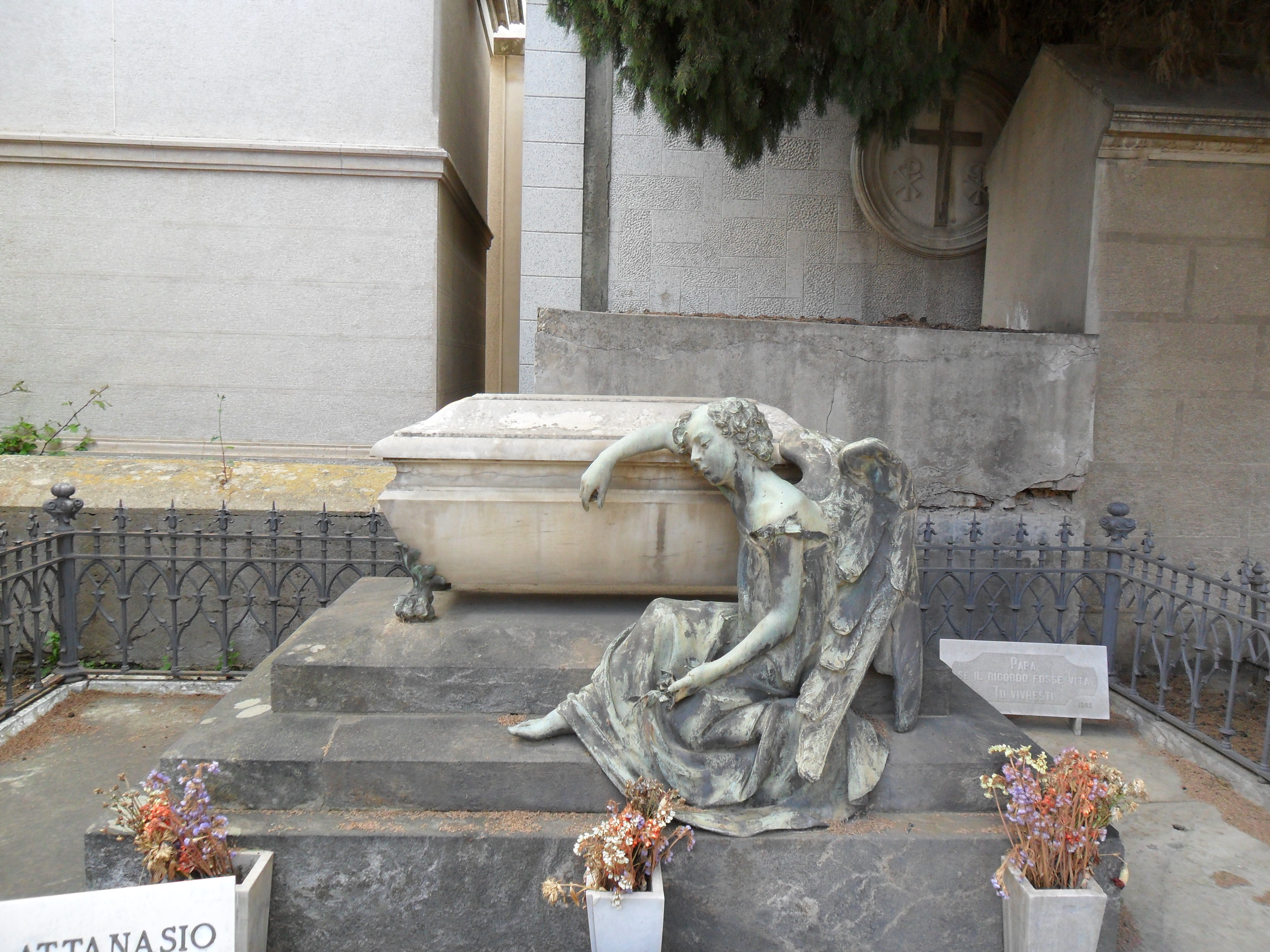
Monumento funerario
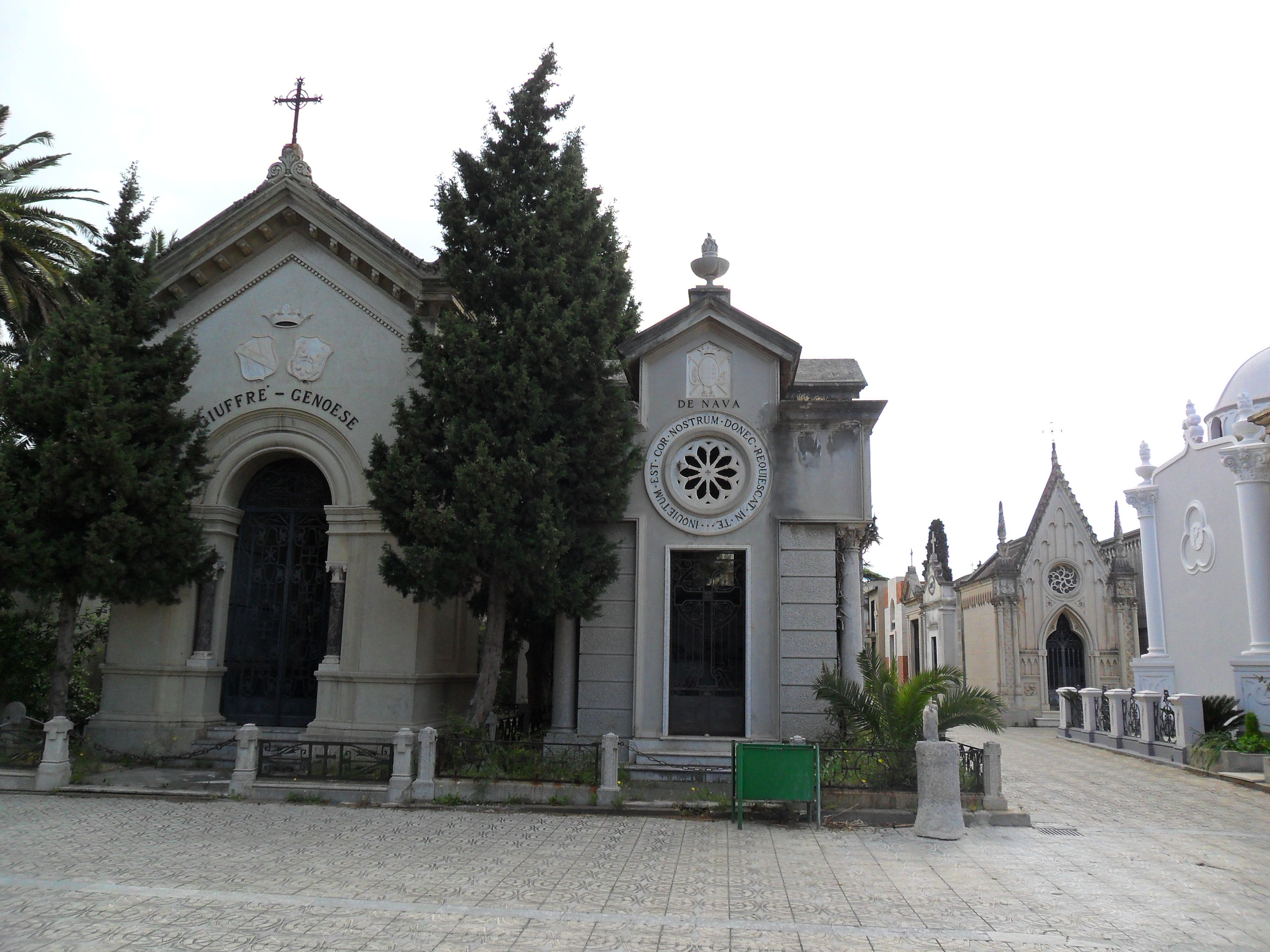
Capilla De Nava
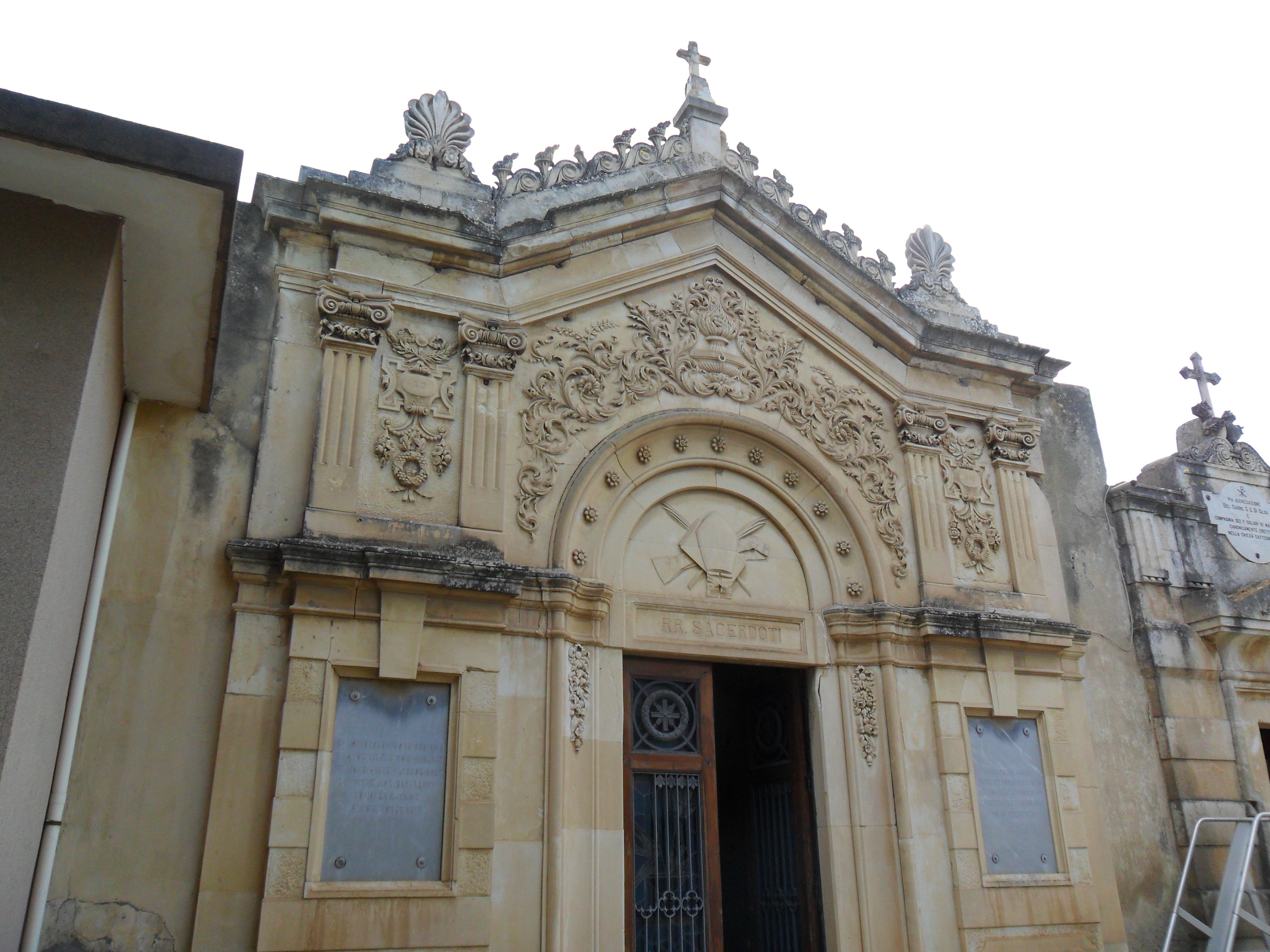
Capilla Sacerdoti
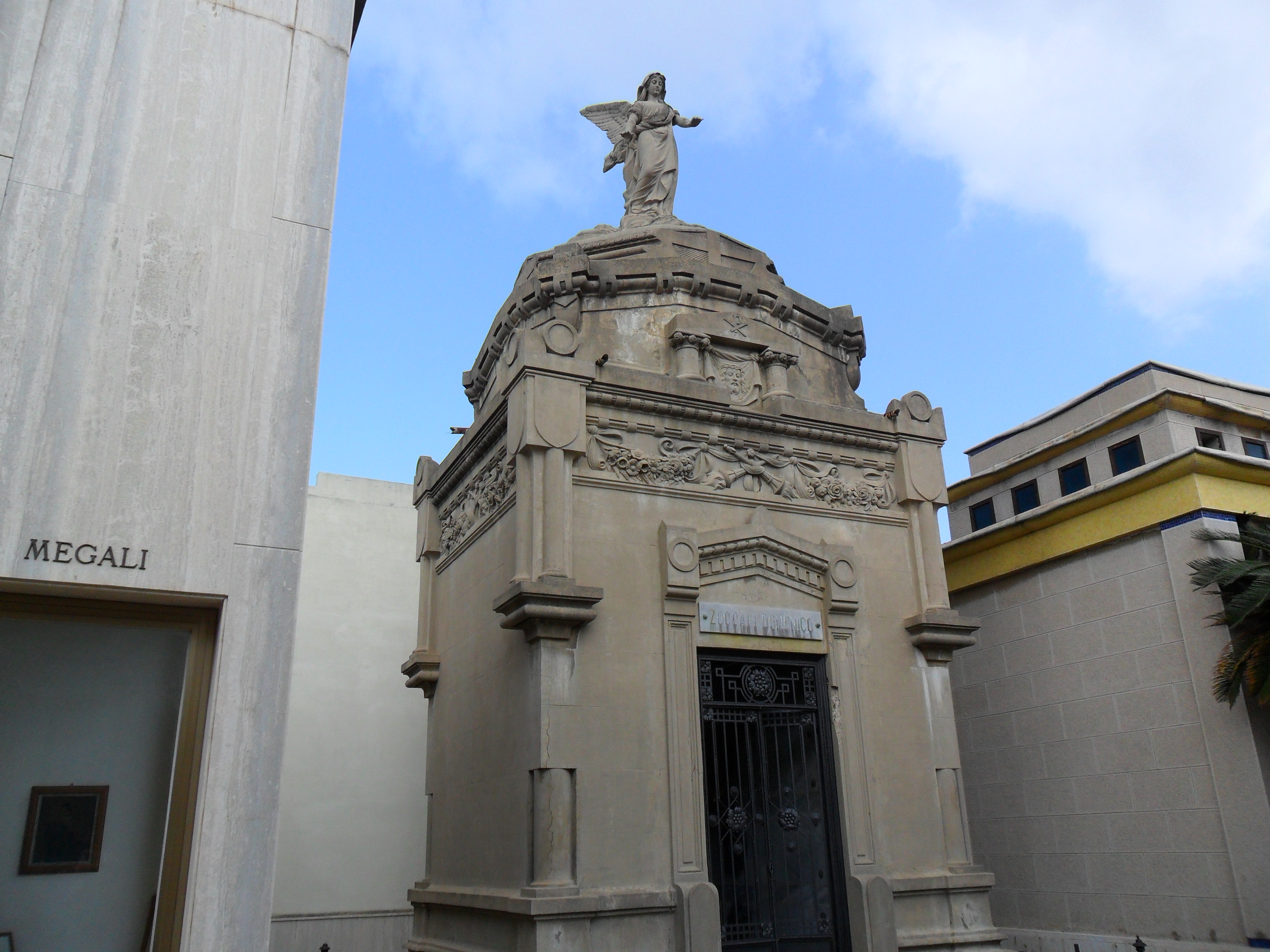
Capilla Zoccali
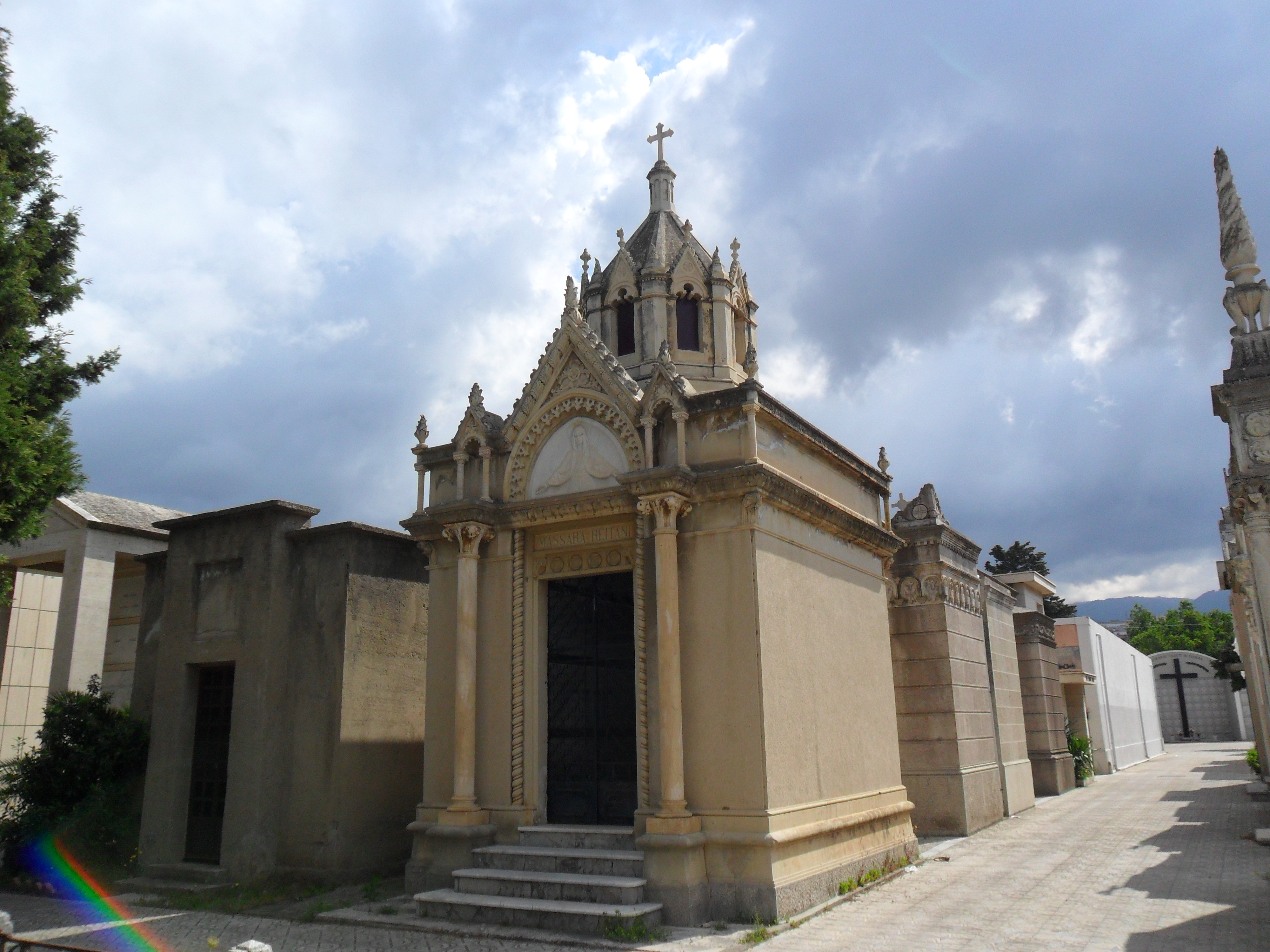
Capilla Massara-Reitani
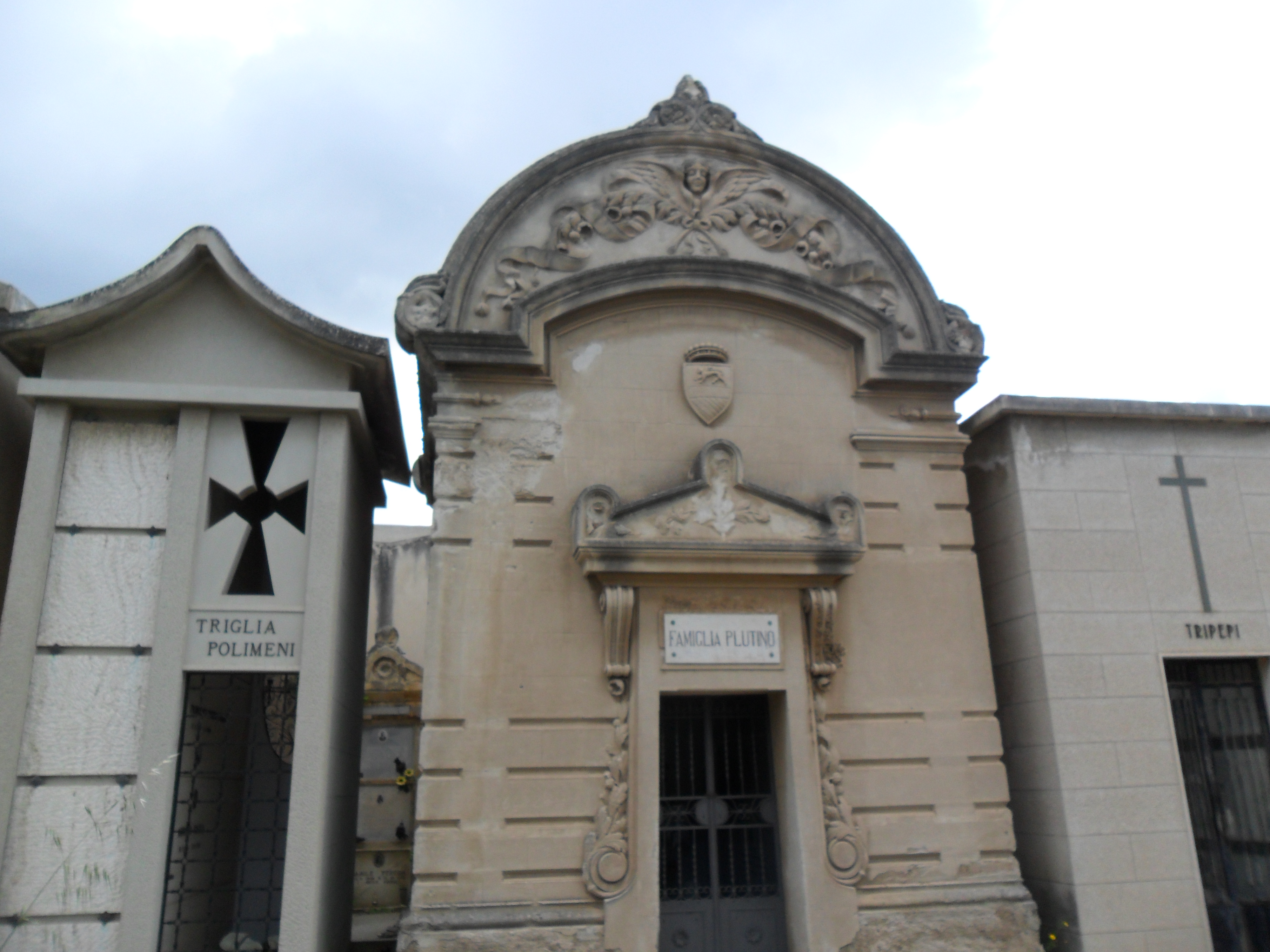
Capilla Plutino
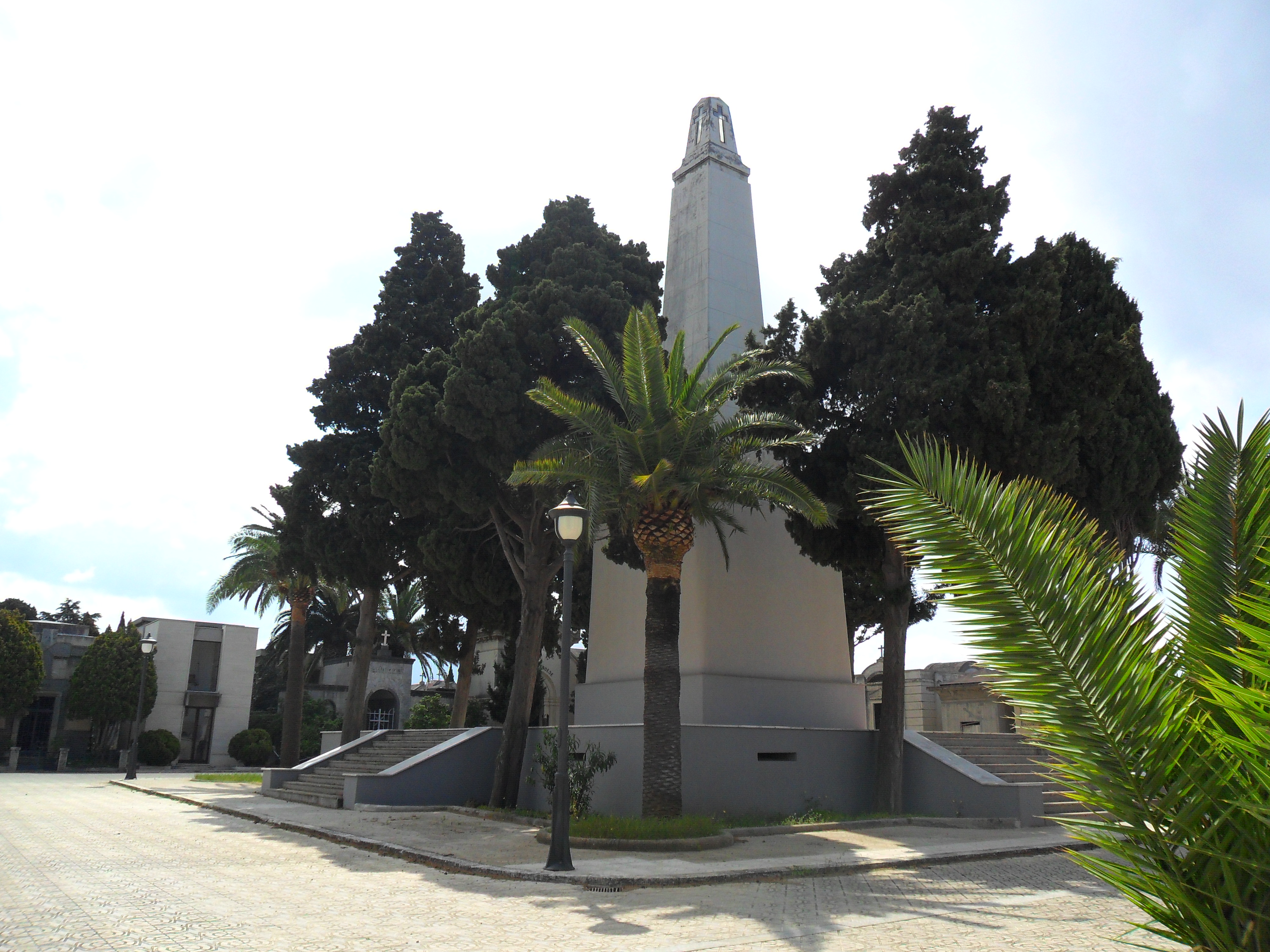
un Obelisco
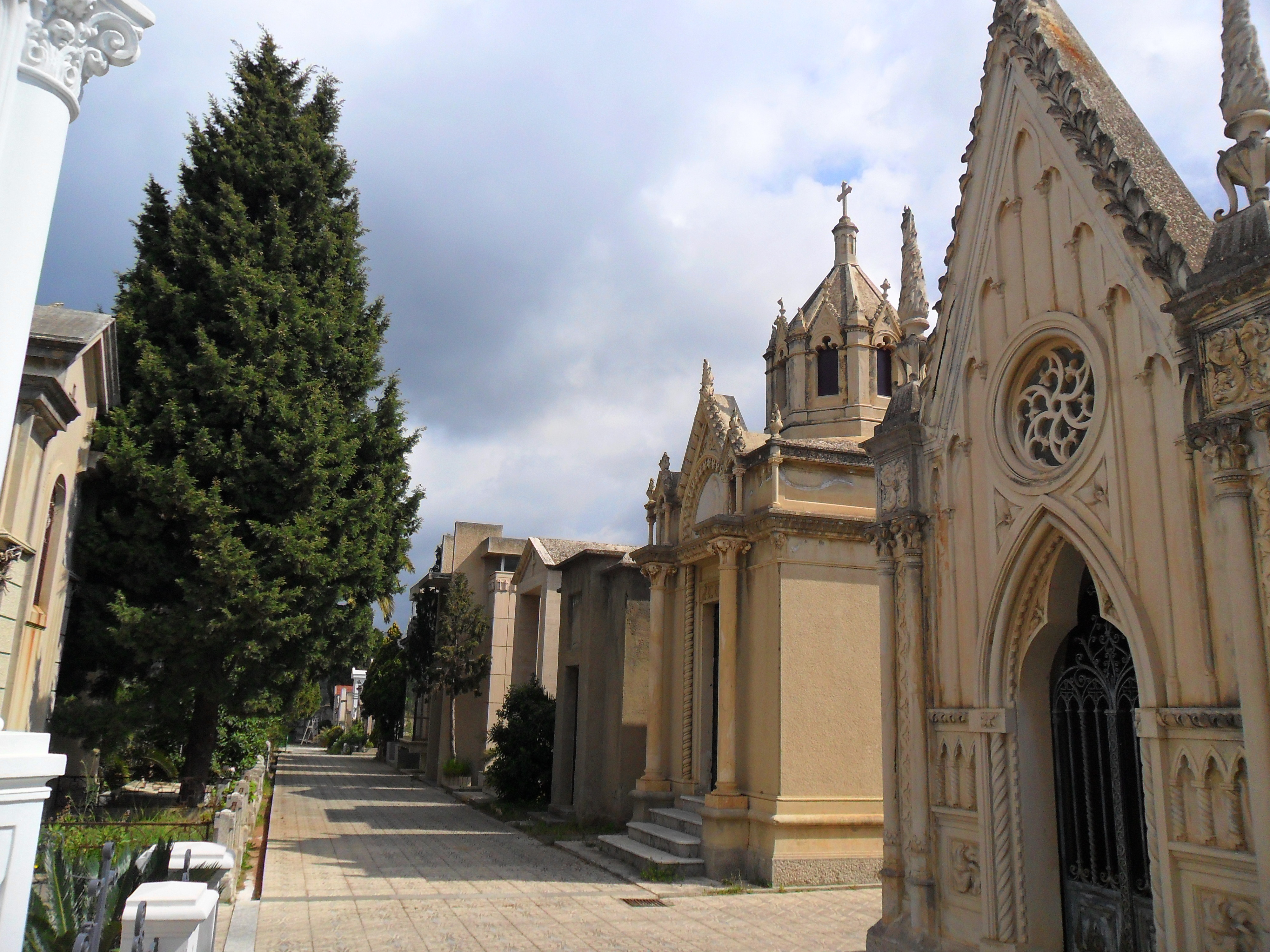
Capillas de estilo gótico
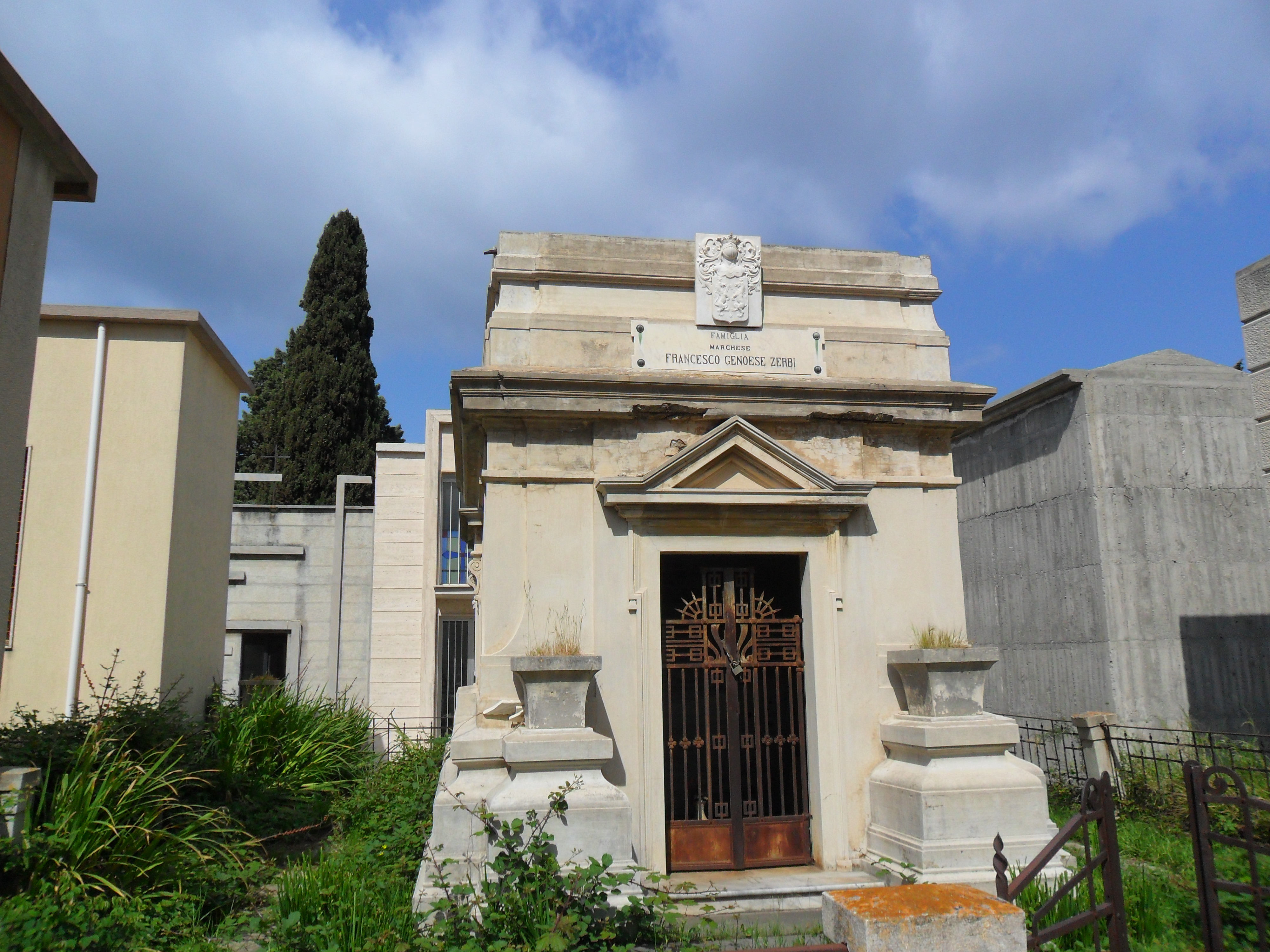
Capilla de la familia Genoese Zerbi
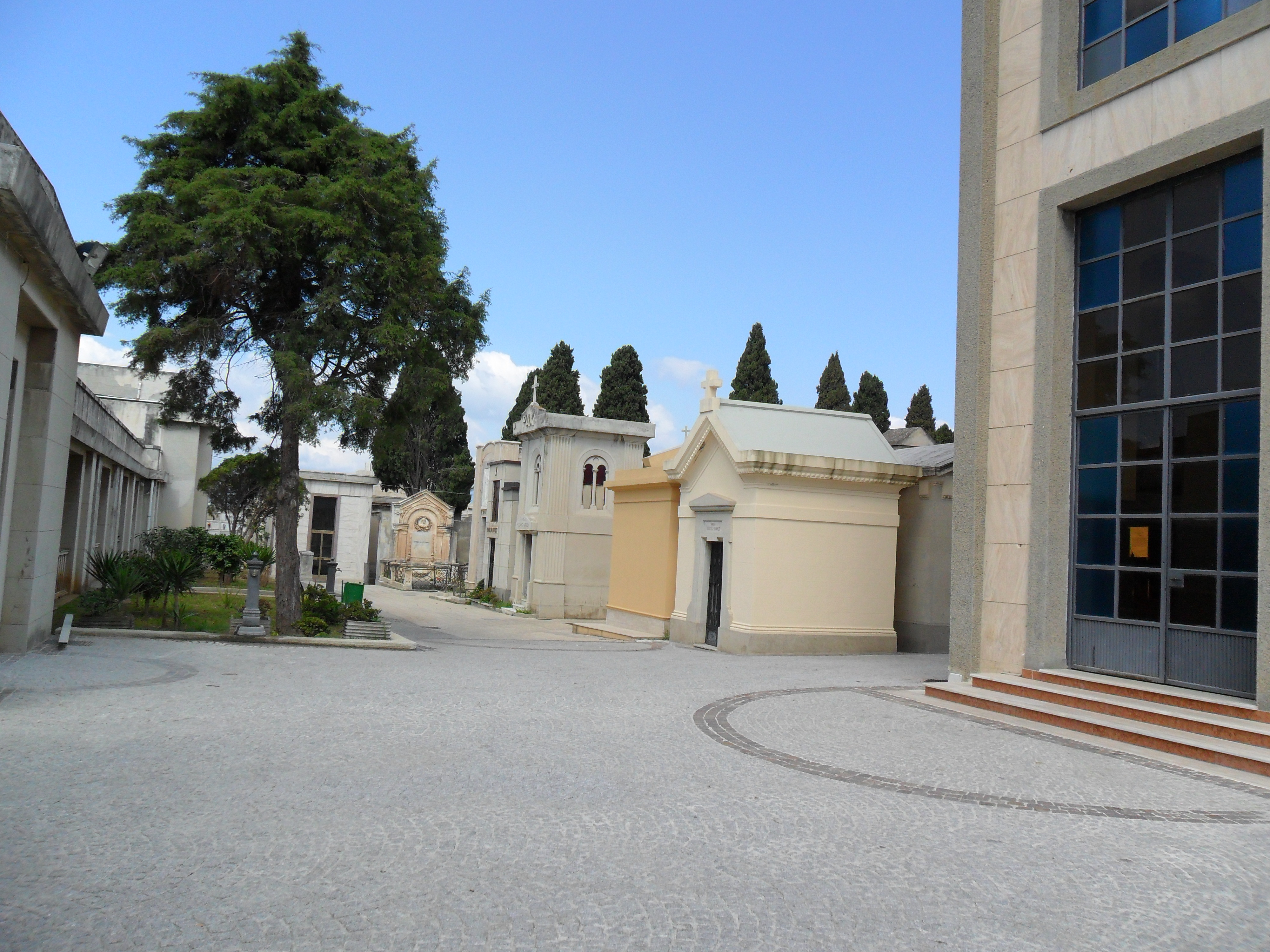
entrada del cementerio
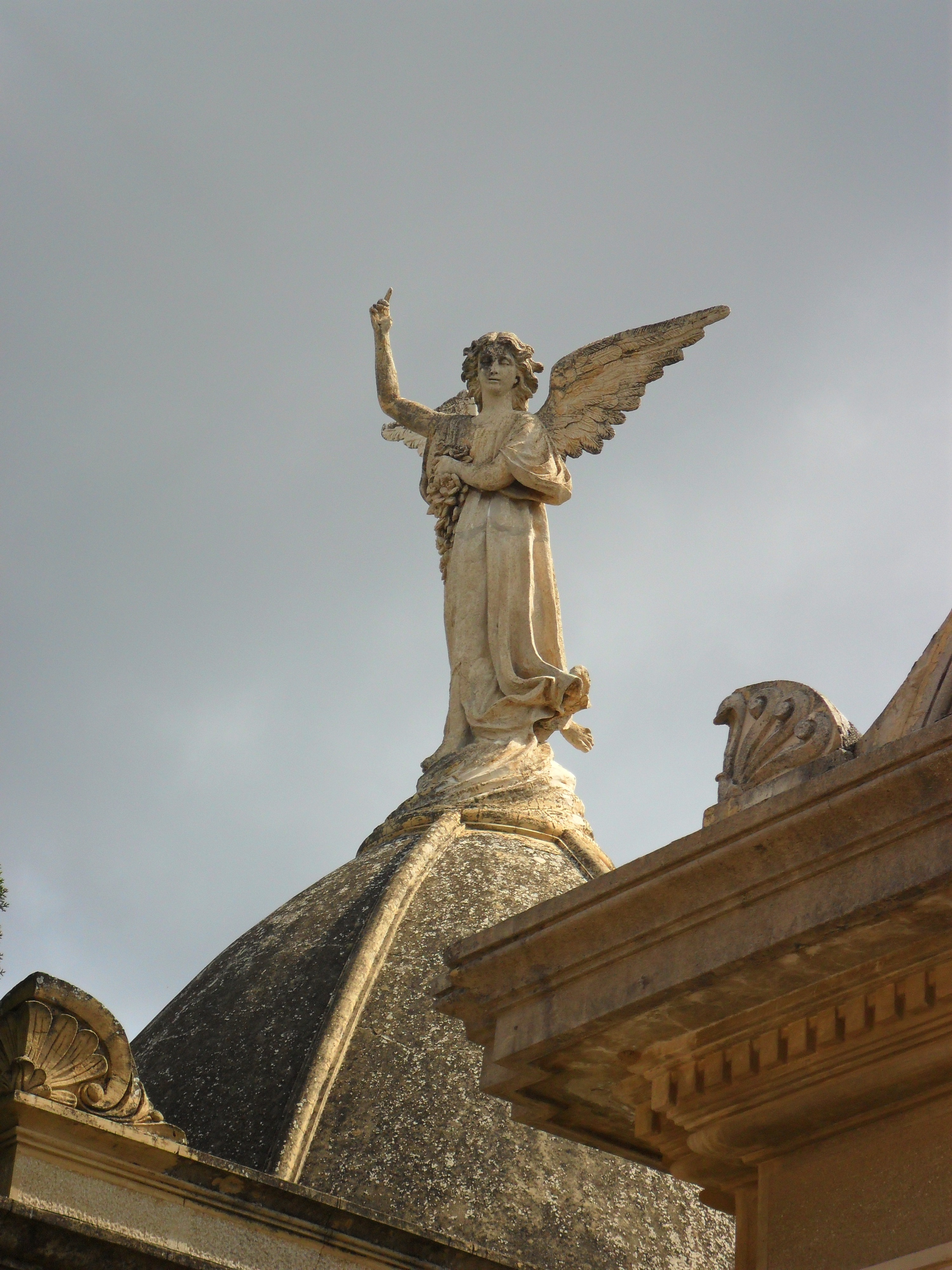
una estatua monumental que representa un ángel